# جوي هارمون
جوي هارمون (بالإنجليزية: Joy Harmon)‏ هي متسابقة ملكة الجمال وممثلة أمريكية، ولدت في 1 مايو 1940 في الولايات المتحدة.

## وصلات خارجية
- جوي هارمون على موقع IMDb (الإنجليزية)
- جوي هارمون على موقع قاعدة بيانات برودواي على الإنترنت (الإنجليزية)
- جوي هارمون على موقع قاعدة بيانات الفيلم (الإنجليزية)